# شهرستان چیشمینسکی
شهرستان چیشمینسکی (به لاتین: Chishminsky District) یک شهرستان در روسیه است که در باشقیرستان واقع شده‌است.